# Victorwithius mimulus
Espèce
Synonymes
- Cacodemoniellus mimulus Beier, 1954

Victorwithius mimulus est une espèce de pseudoscorpions de la famille des Withiidae.

## Distribution
Cette espèce est endémique du Paraná au Brésil. Elle se rencontre vers Palmeira.

## Publication originale
- Beier, 1954 : Einige neue Pseudoscorpione aus dem Genueser Museum. Annali del Museo Civico di Storia Naturale di Genova, vol. 66, p. 324-330.